# 穂波駅

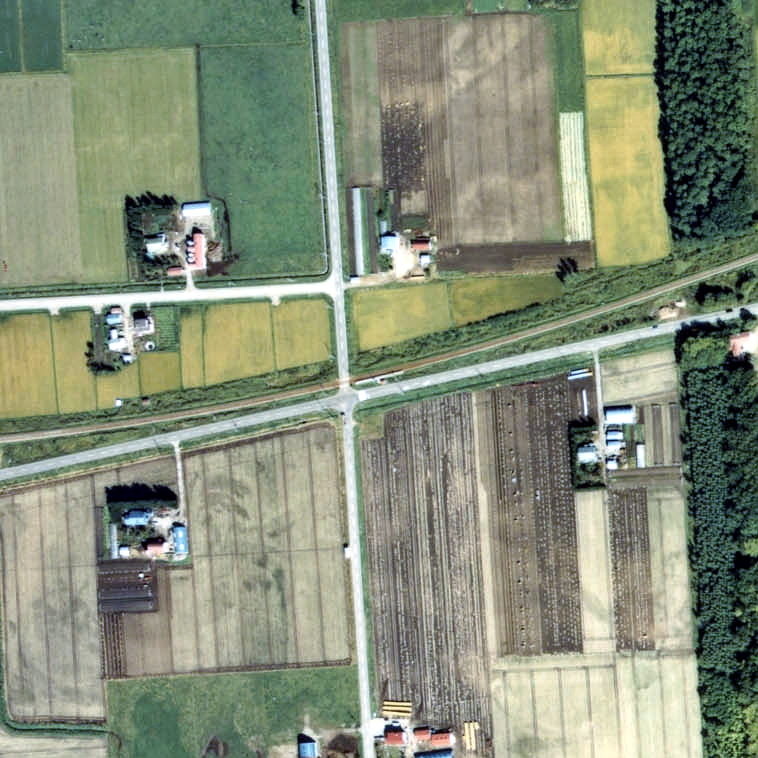
1977年、国鉄池北線時代の穂波駅と周囲500 m範囲。右が北見方面。仮乗降場スタイルの簡易型ホームで、ホーム中央道路側に階段、その横に物置き状の待合室。池田側に西二十一号の踏切がある。

穂波駅（ほなみえき）は、北海道常呂郡訓子府町字穂波にあった北海道ちほく高原鉄道ふるさと銀河線の駅（廃駅）である。国鉄・JR北海道池北線時代の電報略号はホミ。事務管理コードは▲120507。

## 歴史
1955年（昭和30年）8月20日から置戸駅 - 北見駅にレールバスの運転が開始されたことをきっかけに沿線で開設が進んだ仮乗降場を出自とし、設置費用は地元集落と町が折半負担した。

### 年表
- 1957年（昭和32年）：日本国有鉄道網走本線の穂波仮乗降場（局設定）として設置[1]。
- 1959年（昭和34年）11月1日：駅に昇格[1][4]。旅客のみ取扱い。
- 1961年（昭和36年）4月1日：網走本線のうち、池田 - 北見間を池北線に改称。同線所属となる。
- 1987年（昭和62年）4月1日：国鉄分割民営化により北海道旅客鉄道に継承[1]。
- 1989年（平成元年）6月4日：北海道ちほく高原鉄道に転換[1]。
- 2006年（平成18年）4月21日：ふるさと銀河線廃線により廃止。

### 駅名の由来
地名より。水田地帯であり、「稲穂が波打つように」との意で名づけられた。

## 駅構造
単式ホーム1面1線を有する地上駅。駅の施設はホームと待合所の小屋のみであった。

## 駅周辺
水田地帯の中の駅。田んぼと少数の農家のみである。
- 北海道道50号北見置戸線
- 訓子府温泉保養センター
- 常呂川
- 北海道北見バス「穂波21号線」停留所

## 隣の駅
北海道ちほく高原鉄道
ふるさと銀河線
訓子府駅 - 穂波駅 - 日ノ出駅

## その他
- 当駅はWhiteberry「夏祭り」のプロモーション・ビデオ（PV）のロケ地の1つとして登場している[5]。